# Збињов
Збињов (слч. Zbyňov) насељено је мјесто са административним статусом сеоске општине (слч. obec) у округу Жилина, у Жилинском крају, Словачка Република.

## Становништво
| Година:    | 1994. | 2004.   | 2014.   | 2024.   |
| ---------- | ----- | ------- | ------- | ------- |
| Број људи: | 807   | 853     | 835     | 899     |
| Разлика:   |       | +5,70 % | -2,11 % | +7,66 % |

| Година:    | 2023. | 2024.   |
| ---------- | ----- | ------- |
| Број људи: | 883   | 899     |
| Разлика:   |       | +1,81 % |

Према подацима о броју становника из 2024. године насеље је имало 899 становника.